# Alfons 5. af Portugal
Alfons 5. af Portugal, portugisisk Dom Afonso V (15. januar 1432 på paladset i Sintra – 28. august 1481 i Sintra), var den 12. konge af Portugal fra 1438 til 1481. Han tilhørte Aviz-dynastiet og var søn af kong Edvard 1. af Portugal og prinsesse Leonor af Aragonien.

## Eksterne links
- Wikimedia Commons har flere filer relateret til Alfons 5. af Portugal